# Karl von Einem

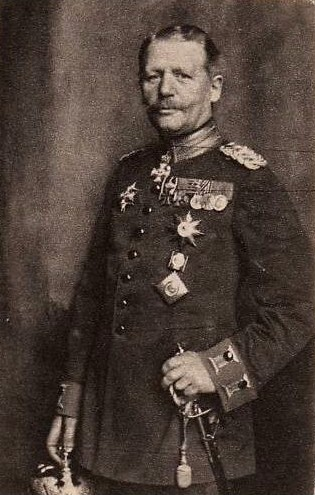
Karl von Einem, fotografi av Nicola Perscheid

Karl Wilhelm Georg August Gottfried von Einem kallad von Rothmaler, född 1 januari 1853 i Herzberg am Harz, död 7 april 1934 i Mülheim an der Ruhr, var en preussisk militär och politiker. 
Einem inträdde i augusti 1870 i preussiska hären vid fransk-tyska krigets utbrott, blev officer under kriget, kallades 1881 till tjänstgöring vid stora generalstaben, var 1895–98 chef för 7:e armékårens generalstab och nådde 1897 överstes grad. År 1898 blev han avdelningschef i preussiska krigsministeriet, 1900 direktör för dess "allmänna krigsdepartement" och befordrades samma år till generalmajor och 1903 till generallöjtnant. 
Einem hade vid militärbudgetens behandling i tyska riksdagen 1902–03 visat sig vara en slagfärdig försvarare av regeringens anslagskrav. Han utnämndes därför den 14 augusti 1903 till krigsminister efter Heinrich von Goßler, som han sedan maj samma år hade företrätt. Einem blev general inom kavalleriet 1907, avgick som krigsminister i augusti 1909 och fick befälet över 7:e armékåren (Münster), vilken han anförde i Belgien till september 1914, då han efter Max von Hausen övertog och till krigets slut förde befälet över 3:e armén i Champagne, från 1915 som generalöverste. År 1919 avgick han ur aktiv tjänst.